# My Name Is Khan
My Name Is Khan (bra: Meu Nome É Khan) é um filme de 2010 do gênero drama, dirigido por Karan Johar e estrelado por Shahrukh Khan. O longa foi gravado entre Índia e Estados Unidos, numa parceria entre Bollywood e Hollywood e conta com a participação de alguns atores americanos.

## Sinopse
Rizwan Khan, um muçulmano indiano, cresce com seu irmão mais novo Zakir e sua mãe viúva Razia em uma família de classe média em Borivali, Mumbai. Seu autismo leva a uma tutoria especial de um estudioso recluso e atenção extra de sua mãe, tudo isso leva a um nível elevado de ciúmes de Zakir, que eventualmente deixa sua família para viver em São Francisco. Apesar disso, Zakir patrocina Rizwan para vir morar com ele após a morte de sua mãe. A esposa de Zakir, Hasina, diagnostica Rizwan com síndrome de Asperger, e Rizwan começa a trabalhar para a empresa de Zakir, vendendo produtos de beleza para salões de beleza. Ele conhece e se apaixona por Mandira Rathod, uma cabeleireira e mulher hindu, que tem um filho pequeno, Sameer, nascido de um casamento anterior. Apesar da incerteza de Zakir, Rizwan e Mandira se casam e se mudam para Banville, com Mandira e Sam adotando o sobrenome de Rizwan.  Eles também moram ao lado da família Garrick; Mark Garrick, o pai, é jornalista, e Sam é o melhor amigo de seu filho pequeno Reese.
Alguns anos depois, a vida dos Khans é interrompida após os ataques de 11 de setembro. Mark vai cobrir a guerra no Afeganistão, mas morre lá. Ao mesmo tempo, os Khans começam a sofrer preconceito pós-11 de setembro, e Reese começa a evitar e eventualmente se voltar contra Sam quando seu pai é morto. Por sua vez, Sam tenta se reconciliar com Reese, o que um dia leva a um confronto entre os dois que se transforma em uma briga no campo de futebol da comunidade, onde um grupo de alunos mais velhos ataca Sam, apesar dos apelos de Reese para que parem. Um deles chuta uma bola de futebol em Sam, rompendo seu baço e o matando.
Uma Mandira em luto começa a culpar Rizwan, afirmando que Sam morreu apenas por causa do sobrenome de Rizwan.  Ela diz a Rizwan para "simplesmente ir", pois ela nunca mais quer vê-lo, insinuando que o casamento deles acabou. Quando Rizwan pergunta quando ele pode voltar, Mandira sarcasticamente diz que ele pode muito bem voltar depois de contar a toda a América e ao Presidente dos Estados Unidos que seu nome é Khan e que ele não é um terrorista.
Levando seu pedido a sério, Rizwan se aventura em uma viagem para encontrar o Presidente George W. Bush seguindo sua campanha e trilha de arrecadação de fundos. Enquanto pega carona pelo país, Rizwan ganha a vida com biscates e reparos. Durante suas viagens, ele passa por Wilhemina, uma cidade rural fictícia na Geórgia. Lá, ele faz amizade com um garoto chamado Joel depois de ajudá-lo a se recuperar de um acidente de bicicleta, ganhando assim a confiança de sua mãe, Jenny, a quem Rizwan chama de "Mama Jenny".
Mais tarde, pouco antes do presidente discursar, Rizwan entra em uma mesquita em Los Angeles para rezar.  Enquanto estava lá, ele ouve uma retórica violenta de um médico, Faisal Rehman, que está citando o Hadith, mas inspirando seus seguidores a praticar a violência. Rizwan se levanta e desafia com raiva as declarações de Faisal, chocando a multidão e inspirando debate. Ele imediatamente sai e delata
Rehman para o FBI. Depois de fazer isso, Rizwan segue para a frente da multidão na UCLA para encontrar o presidente Bush, onde ele grita repetidamente: "Meu nome é Khan e eu não sou um terrorista!". O grito confunde e assusta a multidão, que se dispersa em pânico. Ele é preso devido à má interpretação como "Eu sou um terrorista", e é detido e interrogado para obter informações sobre a Al-Qaeda, sobre a qual Rizwan ingenuamente deseja saber mais. Ele é libertado após uma campanha na mídia pelos repórteres estudantes indianos Raj e Komal, que encontram um jornalista, Bobby Ahuja, para publicar sua história para eles. Com a ajuda dos alunos, Bobby Ahuja prova a inocência de Rizwan ao revelar suas tentativas de informar o FBI sobre Faisal.
Após sua libertação, Rizwan ouve uma notícia de que Wilhelmina foi atingida por um furacão.  Ele retorna à Geórgia para ajudar Mama Jenny e Joel, bem como a cidade totalmente inundada e destruída, atraindo assim a atenção da mídia por sua bravura. Reese, vendo Rizwan na TV durante semanas de pequenas cidades recebendo ajuda para recuperação do furacão após Rizwan, finalmente confessa a Mandira seu conhecimento do que aconteceu com Sam e revela as identidades dos meninos que o mataram. Mandira informa o detetive Garcia, que a estava auxiliando no caso, e os meninos, incluindo Reese, são presos.
Mandira se reúne com Rizwan em Wilhelmina, Geórgia. Assim que ela chega, no entanto, Rizwan é esfaqueado por um dos seguidores de Faisal Rehman que o acusa de ser um traidor do islamismo, e ele é hospitalizado. Rizwan sobrevive e conhece o presidente eleito Barack Obama, que lhe diz: "Seu nome é Khan e você não é um terrorista." Rizwan responde acrescentando que seu filho, Sameer, também não era um terrorista;  ele também transmite uma mensagem sarcástica que havia prometido transmitir.

## Elenco
- Shahrukh Khan como Rizwan Khan[1]
- Kajol como Mandira Khan[1]
- Sonya Jehan como Hasina Khan, cunhada de Zakir[1]
- Jimmy Shergill como Zakir Khan, irmão de Rizwan[1]
- Zarina Wahab como Razia Khan, mãe de Rizwan[1]
- Parvin Dabas como Bobby Ahuja[1]
- Arjun Mathur como Raj[1]
- Sugandha Garg como Komal[1]